# Volkseigener Betrieb

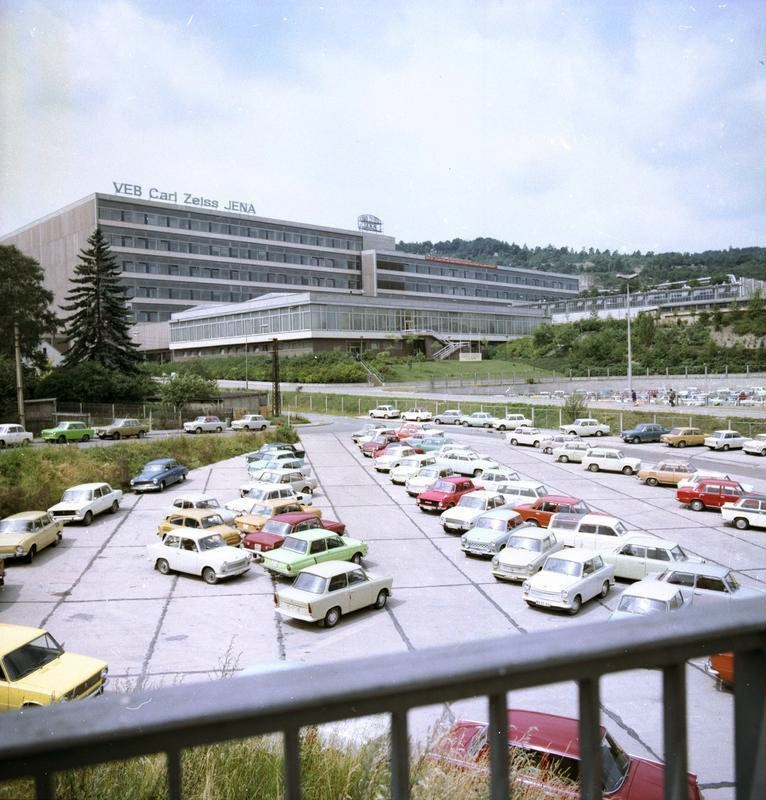
Główny budynek VEB Carl Zeiss Jena

Volkseigener Betrieb (VEB) – forma prawna przedsiębiorstw państwowych w NRD, najpierw należące do zjednoczenia, później do kombinatu.
W rolnictwie państwowe gospodarstwa nazywały się Volkseigenes Gut.

## Przykłady
- VEB Deutsche Schallplatten Berlin
- VEB Film- und Chemiefaserwerk Agfa Wolfen – producent ORWO
- VEB Carl Zeiss Jena
- VEB Automobilwerk Eisenach
- VEB Uhrenwerke Ruhla
- VEB Lokomotivbau Karl Marx Babelsberg (LKM)
- VEB Lokomotivbau Elektrotechnische Werke „Hans Beimler” Hennigsdorf (LEW)